# 孔圖馬薩區
7°21′57″S 78°48′14″W / 7.3659°S 78.8039°W
孔圖馬薩區（西班牙語：Distrito de Contumazá），是秘魯的一個區，位於該國北部卡哈馬卡大區的孔圖馬薩省，面積358.3平方公里，海拔高度2,674米，2005年人口9,195，人口密度每平方公里26人。